# Comuna Redea, Olt
Redea este o comună în județul Olt, Oltenia, România, formată din satele Redea (reședința), Redișoara și Valea Soarelui.

## Demografie
Componența etnică a comunei Redea
     Români (92,42%)
     Alte etnii (0%)
     Necunoscută (7,58%)
Componența confesională a comunei Redea
     Ortodocși (91,74%)
     Alte religii (0,08%)
     Necunoscută (8,18%)
Conform recensământului efectuat în 2021, populația comunei Redea se ridică la 2.519 locuitori, în scădere față de recensământul anterior din 2011, când fuseseră înregistrați 3.006 locuitori. Majoritatea locuitorilor sunt români (92,42%), iar pentru 7,58% nu se cunoaște apartenența etnică. Din punct de vedere confesional, majoritatea locuitorilor sunt ortodocși (91,74%), iar pentru 8,18% nu se cunoaște apartenența confesională.

## Politică și administrație
Comuna Redea este administrată de un primar și un consiliu local compus din 11 consilieri. Primarul, Dan Bălă[*], de la Partidul Social Democrat, este în funcție din 2004. Începând cu alegerile locale din 2024, consiliul local are următoarea componență pe partide politice:
|  | Partid                    | Consilieri | Componența Consiliului | Componența Consiliului | Componența Consiliului | Componența Consiliului | Componența Consiliului | Componența Consiliului | Componența Consiliului |
|  | ------------------------- | ---------- | ---------------------- | ---------------------- | ---------------------- | ---------------------- | ---------------------- | ---------------------- | ---------------------- |
|  | Partidul Social Democrat  | 7          |                        |                        |                        |                        |                        |                        |                        |
|  | Partidul Național Liberal | 4          |                        |                        |                        |                        |                        |                        |                        |